# Гупер (Небраска)
Гупер (англ. Hooper) — місто (англ. city) в США, в окрузі Додж штату Небраска. Населення — 857 осіб (2020).

## Географія
Гупер розташований за координатами 41°36′41″ пн. ш. 96°32′55″ зх. д. / 41.61139° пн. ш. 96.54861° зх. д. (41.611373, -96.548627).  За даними Бюро перепису населення США в 2010 році місто мало площу 1,72 км², з яких 1,68 км² — суходіл та 0,03 км² — водойми.

## Демографія
Згідно з переписом 2010 року, у місті мешкало 830 осіб у 359 домогосподарствах у складі 228 родин. Густота населення становила 484 особи/км².  Було 396 помешкань (231/км²).
Расовий склад населення:
| - 98,1 % — білих - 0,1 % — вихідців з тихоокеанських островів |

До двох чи більше рас належало 1,6 %. Частка іспаномовних становила 1,6 % від усіх жителів.
За віковим діапазоном населення розподілялося таким чином: 22,2 % — особи молодші 18 років, 53,1 % — особи у віці 18—64 років, 24,7 % — особи у віці 65 років та старші. Медіана віку мешканця становила 45,2 року. На 100 осіб жіночої статі у місті припадало 97,6 чоловіків;  на 100 жінок у віці від 18 років та старших — 91,7 чоловіків також старших 18 років.
Середній дохід на одне домашнє господарство  становив 54 281 долар США (медіана — 48 500), а середній дохід на одну сім'ю — 68 687 доларів (медіана — 62 031). Медіана доходів становила 41 477 доларів для чоловіків та 26 406 доларів для жінок. За межею бідності перебувало 5,4 % осіб, у тому числі 1,9 % дітей у віці до 18 років та 10,3 % осіб у віці 65 років та старших.
Цивільне працевлаштоване населення становило 399 осіб. Основні галузі зайнятості: освіта, охорона здоров'я та соціальна допомога — 21,3 %, роздрібна торгівля — 17,0 %, виробництво — 16,3 %.